# Soto y Amío
Soto y Amío é um município da Espanha na província de León, comunidade autónoma de Castela e Leão, de área km² com população de 1004 habitantes (2007) e densidade populacional de 14,57 hab/km².

## Demografia
| Variação demográfica do município entre 1991 e 2004 | Variação demográfica do município entre 1991 e 2004 | Variação demográfica do município entre 1991 e 2004 | Variação demográfica do município entre 1991 e 2004 |
| --------------------------------------------------- | --------------------------------------------------- | --------------------------------------------------- | --------------------------------------------------- |
| 1991                                                | 1996                                                | 2001                                                | 2004                                                |
| 1313                                                | 1150                                                | 1083                                                | 1011                                                |